# Newton (South Cambridgeshire)
Newton – wieś w Anglii, w hrabstwie Cambridgeshire, w dystrykcie South Cambridgeshire. Leży 10 km na południe od miasta Cambridge i 71 km na północ od Londynu. Miejscowość liczy 401 mieszkańców.